# Михайловка (Фёдоровский район, Саратовская область)
Михайловка — село в Фёдоровском районе Саратовской области, в составе сельского поселения Долинское муниципальное образование.
Население — 134 (2010)

## История
Село Михайловка обозначено на карте Самарской губернии 1867 года По состоянию на 1890 год — в составе Семёновской волости Новоузенского уезда Самарской губернии. Согласно Списку населённых мест Самарской губернии 1910 года село населяли бывшие государственные крестьяне, малороссы, православные, всего 976 мужчин и 924 женщины. В селе имелись церковь, земская и церковно-приходская школы, 3 ветряные мельницы
После образования АССР немцев Поволжья — в составе Краснокутского кантона. 28 августа 1941 года был издан Указ Президиума ВС СССР о переселении немцев, проживающих в районах Поволжья. Немецкое население АССР немцев Поволжья было депортировано.
После ликвидации АССР немцев Поволжья Михайловка, как и другие населённые пункты Краснокутского кантона, была передана Саратовской области.

## Физико-географическая характеристика
Село расположено в Низком Заволжье, в пределах Сыртовой равнины, относящейся к Восточно-Европейской равнине, на правом берегу реки Еруслан, напротив села Долина, на высоте около 75-80 метров над уровнем моря. В районе села река запружена. Рельеф местности равнинный, слабохолмистый. Почвы каштановые и тёмно-каштановые.
По автомобильным дорогам расстояние до районного центра рабочего посёлка Мокроус составляет 20 км, до областного центра города Саратов — 140 км.
Часовой пояс
Михайловка, как и вся Саратовская область, находится в часовой зоне МСК+1. Смещение применяемого времени относительно UTC составляет +4:00.

## Население
Динамика численности населения
| 1859 | 1889 | 1897 | 1910 | 1987 |
| ---- | ---- | ---- | ---- | ---- |
| 414  | 1321 | 1414 | 1900 | ≈220 |

| 2002 | 2010 |
| ---- | ---- |
| 199  | ↘134 |